# Herman Li
Herman Li (Hong Kong, 3 de octubre de 1976) es un músico chino y actual guitarrista y corista en la banda DragonForce.

## Influencias musicales de Herman Li
Las influencias musicales de Herman Li provienen principalmente de los guitarristas Steve Vai, Joe Satriani Tony Macalpine y Michael Angelo Batio por su técnica de "under over" (tocar encima del mástil como si fuera un piano), además de sonidos de videojuegos arcade de ordenadores y máquinas recreativas de los años 80 y 90. Por ejemplo, en la canción Through the Fire and Flames del álbum Inhuman Rampage, utilizó algunos sonidos del juego Pac-Man.
Es considerado uno de los guitarristas más rápidos en la actualidad por muchas revistas y páginas musicales reconocidas. Sin embargo, muchos también desmeritan su posición debido a una supuesta "diferencia" de digitación que se escucha en la canción hecha en estudio comparada con la canción tocada en vivo. 
Fue convocado por Neversoft para programar la secuencia de la canción que prestaría al juego de consola de PlayStation 2 Guitar Hero 3 , y al registrar una gran cantidad de cifrados mucho mayor respecto de las cifrada promedio (nota puntual que aparece en el juego) la canción Through the Fire and Flames fue elegida como la canción que finalizaría el juego. Actualmente, la canción Fury Of The Storm está incluida como jugable en el nuevo Guitar Hero: Warriors of Rock. Y las canciones: Operation Ground And Pound, Revolution Deathsquad, y Heroes Of Our Time, están incluidas como DLC (Downloadable Content o contenido descargable) en Guitar Hero III: Legends of Rock desde hace poco más de 2 años.
El vocalista ZP Theart fue convocado para lanzar su álbum en vivo Twilight Dementia que fue lanzado a mediados de septiembre de 2010. El álbum (en vivo) contiene 13 pistas divididas en 2 discos en los cuales se presentan las pistas Heroes Of Our Time, Fields Of Despair, Through The Fire And Flames, My Spirit Will Go On, Starfire, Operation Ground And Pound, entre otras.
Un argumento que Li da sobre dicho álbum es que: "Es genial, puedes sentir la emoción de la audiencia aclamando por nosotros, puedes incluso escuchar como suenan los pedales whammy mientras son pisados [...] Este álbum en serio captura la esencia de la banda, ese toque sónico que nos caracteriza"
También participa como guitarrista en el disco Metal Resistance (2016) de BABYMETAL.